# Lista siturilor arheologice din județul Buzău
Lista siturilor arheologice din județul Buzău conține toate siturile arheologice din județul Buzău înscrise în Repertoriul Arheologic Național (RAN). RAN este administrat de Ministerul Culturii și Patrimoniului Național și cuprinde date științifice, cartografice, topografice, imagini și planuri, precum și orice alte informații privitoare la zonele cu potențial arheologic, studiate sau nu, încă existente sau dispărute.
Datorită numărului mare de situri, această listă a fost împărțită după localitatea în care se află situl. Dacă știți localitatea (satul sau orașul) în care se află situl, alegeți localitatea din lista din această pagină. Dacă nu știți localitatea, puteți căuta un sit din județ folosind formularul de mai jos.
| A ↑ A B C D E F G H I Î J K L M N O P Q R S Ș T Ț U V W X Y Z ↓ | A ↑ A B C D E F G H I Î J K L M N O P Q R S Ș T Ț U V W X Y Z ↓ | A ↑ A B C D E F G H I Î J K L M N O P Q R S Ș T Ț U V W X Y Z ↓ | A ↑ A B C D E F G H I Î J K L M N O P Q R S Ș T Ț U V W X Y Z ↓ | A ↑ A B C D E F G H I Î J K L M N O P Q R S Ș T Ț U V W X Y Z ↓ | A ↑ A B C D E F G H I Î J K L M N O P Q R S Ș T Ț U V W X Y Z ↓ | A ↑ A B C D E F G H I Î J K L M N O P Q R S Ș T Ț U V W X Y Z ↓ | A ↑ A B C D E F G H I Î J K L M N O P Q R S Ș T Ț U V W X Y Z ↓ | A ↑ A B C D E F G H I Î J K L M N O P Q R S Ș T Ț U V W X Y Z ↓ | A ↑ A B C D E F G H I Î J K L M N O P Q R S Ș T Ț U V W X Y Z ↓ |
| --------------------------------------------------------------- | --------------------------------------------------------------- | --------------------------------------------------------------- | --------------------------------------------------------------- | --------------------------------------------------------------- | --------------------------------------------------------------- | --------------------------------------------------------------- | --------------------------------------------------------------- | --------------------------------------------------------------- | --------------------------------------------------------------- |
| Albești                                                         | Aldeni                                                          |                                                                 |                                                                 |                                                                 |                                                                 |                                                                 |                                                                 |                                                                 |                                                                 |
| B ↑ A B C D E F G H I Î J K L M N O P Q R S Ș T Ț U V W X Y Z ↓ |                                                                 |                                                                 |                                                                 |                                                                 |                                                                 |                                                                 |                                                                 |                                                                 |                                                                 |
| Balhacu                                                         | Balta Albă                                                      | Băbeni                                                          | Bădeni                                                          | Bădila                                                          |                                                                 |                                                                 |                                                                 |                                                                 |                                                                 |
| Băești                                                          | Băile                                                           | Bălănești                                                       | Bălteni                                                         | Băscenii de Jos                                                 |                                                                 |                                                                 |                                                                 |                                                                 |                                                                 |
| Begu                                                            | Berca                                                           | Bozioru                                                         | Brădeanu                                                        | Breaza                                                          |                                                                 |                                                                 |                                                                 |                                                                 |                                                                 |
| Buzău                                                           |                                                                 |                                                                 |                                                                 |                                                                 |                                                                 |                                                                 |                                                                 |                                                                 |                                                                 |
| C ↑ A B C D E F G H I Î J K L M N O P Q R S Ș T Ț U V W X Y Z ↓ |                                                                 |                                                                 |                                                                 |                                                                 |                                                                 |                                                                 |                                                                 |                                                                 |                                                                 |
| Calvini                                                         | Caragele                                                        | C. A. Rosetti                                                   | Căldărăști                                                      | Căldărușeanca                                                   |                                                                 |                                                                 |                                                                 |                                                                 |                                                                 |
| Câlțești                                                        | Cândești                                                        | Cânpeni                                                         | Cârlomănești                                                    | Cernătești                                                      |                                                                 |                                                                 |                                                                 |                                                                 |                                                                 |
| Chiojdu                                                         | Chirlești                                                       | Cioranca                                                        | Clondiru                                                        | Clondiru de Sus                                                 |                                                                 |                                                                 |                                                                 |                                                                 |                                                                 |
| Colibași                                                        | Colți                                                           | Costești                                                        | Costieni                                                        | Cotorca                                                         |                                                                 |                                                                 |                                                                 |                                                                 |                                                                 |
| Cotu Ciorii                                                     | Coțatcu                                                         |                                                                 |                                                                 |                                                                 |                                                                 |                                                                 |                                                                 |                                                                 |                                                                 |
| D ↑ A B C D E F G H I Î J K L M N O P Q R S Ș T Ț U V W X Y Z ↓ |                                                                 |                                                                 |                                                                 |                                                                 |                                                                 |                                                                 |                                                                 |                                                                 |                                                                 |
| Dara                                                            | Dâlma                                                           | Dealul Viei                                                     | Dedulești                                                       | Dobrilești                                                      |                                                                 |                                                                 |                                                                 |                                                                 |                                                                 |
| Dulbanu                                                         |                                                                 |                                                                 |                                                                 |                                                                 |                                                                 |                                                                 |                                                                 |                                                                 |                                                                 |
| F ↑ A B C D E F G H I Î J K L M N O P Q R S Ș T Ț U V W X Y Z ↓ |                                                                 |                                                                 |                                                                 |                                                                 |                                                                 |                                                                 |                                                                 |                                                                 |                                                                 |
| Fântânele                                                       | Fințești                                                        | Florica                                                         | Fotin                                                           | Fundeni                                                         |                                                                 |                                                                 |                                                                 |                                                                 |                                                                 |
| G ↑ A B C D E F G H I Î J K L M N O P Q R S Ș T Ț U V W X Y Z ↓ |                                                                 |                                                                 |                                                                 |                                                                 |                                                                 |                                                                 |                                                                 |                                                                 |                                                                 |
| Găgeni                                                          | Gălbinași                                                       | Gherăseni                                                       | Glodeanu Sărat                                                  | Glodeanu-Siliștea                                               |                                                                 |                                                                 |                                                                 |                                                                 |                                                                 |
| Gomoești                                                        | Grăjdana                                                        | Greceanca                                                       | Groșani                                                         | Gura Câlnăului                                                  |                                                                 |                                                                 |                                                                 |                                                                 |                                                                 |
| H ↑ A B C D E F G H I Î J K L M N O P Q R S Ș T Ț U V W X Y Z ↓ |                                                                 |                                                                 |                                                                 |                                                                 |                                                                 |                                                                 |                                                                 |                                                                 |                                                                 |
| Heliade Rădulescu                                               | Homești                                                         |                                                                 |                                                                 |                                                                 |                                                                 |                                                                 |                                                                 |                                                                 |                                                                 |
| I ↑ A B C D E F G H I Î J K L M N O P Q R S Ș T Ț U V W X Y Z ↓ |                                                                 |                                                                 |                                                                 |                                                                 |                                                                 |                                                                 |                                                                 |                                                                 |                                                                 |
| Ileana                                                          | Istrița de Jos                                                  | Izvoru Dulce                                                    |                                                                 |                                                                 |                                                                 |                                                                 |                                                                 |                                                                 |                                                                 |
| J ↑ A B C D E F G H I Î J K L M N O P Q R S Ș T Ț U V W X Y Z ↓ |                                                                 |                                                                 |                                                                 |                                                                 |                                                                 |                                                                 |                                                                 |                                                                 |                                                                 |
| Jghiab                                                          | Joseni                                                          |                                                                 |                                                                 |                                                                 |                                                                 |                                                                 |                                                                 |                                                                 |                                                                 |
| L ↑ A B C D E F G H I Î J K L M N O P Q R S Ș T Ț U V W X Y Z ↓ |                                                                 |                                                                 |                                                                 |                                                                 |                                                                 |                                                                 |                                                                 |                                                                 |                                                                 |
| Lanurile                                                        | Largu                                                           | Limpeziș                                                        | Lipia                                                           | Livada Mică                                                     |                                                                 |                                                                 |                                                                 |                                                                 |                                                                 |
| Luciu                                                           | Lunca                                                           | Lunca Frumoasă                                                  |                                                                 |                                                                 |                                                                 |                                                                 |                                                                 |                                                                 |                                                                 |
| M ↑ A B C D E F G H I Î J K L M N O P Q R S Ș T Ț U V W X Y Z ↓ |                                                                 |                                                                 |                                                                 |                                                                 |                                                                 |                                                                 |                                                                 |                                                                 |                                                                 |
| Macxenu                                                         | Măcrina                                                         | Mătești                                                         | Merei                                                           | Mihăilești                                                      |                                                                 |                                                                 |                                                                 |                                                                 |                                                                 |
| Mitropolia                                                      | Mlăjet                                                          | Moisica                                                         | Movila Banului                                                  | Murgești                                                        |                                                                 |                                                                 |                                                                 |                                                                 |                                                                 |
| Muscel                                                          |                                                                 |                                                                 |                                                                 |                                                                 |                                                                 |                                                                 |                                                                 |                                                                 |                                                                 |
| N ↑ A B C D E F G H I Î J K L M N O P Q R S Ș T Ț U V W X Y Z ↓ |                                                                 |                                                                 |                                                                 |                                                                 |                                                                 |                                                                 |                                                                 |                                                                 |                                                                 |
| Năeni                                                           | Nehoiu                                                          | Nenciu                                                          | Nenciulești                                                     | Nicolești                                                       |                                                                 |                                                                 |                                                                 |                                                                 |                                                                 |
| Nișcov                                                          |                                                                 |                                                                 |                                                                 |                                                                 |                                                                 |                                                                 |                                                                 |                                                                 |                                                                 |
| O ↑ A B C D E F G H I Î J K L M N O P Q R S Ș T Ț U V W X Y Z ↓ |                                                                 |                                                                 |                                                                 |                                                                 |                                                                 |                                                                 |                                                                 |                                                                 |                                                                 |
| Ogrăzile                                                        | Oreavul                                                         |                                                                 |                                                                 |                                                                 |                                                                 |                                                                 |                                                                 |                                                                 |                                                                 |
| P ↑ A B C D E F G H I Î J K L M N O P Q R S Ș T Ț U V W X Y Z ↓ |                                                                 |                                                                 |                                                                 |                                                                 |                                                                 |                                                                 |                                                                 |                                                                 |                                                                 |
| Padina                                                          | Păltineni                                                       | Pănătău                                                         | Pătârlagele                                                     | Pârjolești                                                      |                                                                 |                                                                 |                                                                 |                                                                 |                                                                 |
| Pârscov                                                         | Petrișoru                                                       | Pietroasa Mică                                                  | Pietroasele                                                     | Pietrosu                                                        |                                                                 |                                                                 |                                                                 |                                                                 |                                                                 |
| Pitulicea                                                       | Plăișor                                                         | Pogoanele                                                       | Poșta Câlnău                                                    | Potârnichești                                                   |                                                                 |                                                                 |                                                                 |                                                                 |                                                                 |
| Proșca                                                          | Pruneni                                                         | Puieștii de Jos                                                 | Puieștii de Sus                                                 |                                                                 |                                                                 |                                                                 |                                                                 |                                                                 |                                                                 |
| R ↑ A B C D E F G H I Î J K L M N O P Q R S Ș T Ț U V W X Y Z ↓ |                                                                 |                                                                 |                                                                 |                                                                 |                                                                 |                                                                 |                                                                 |                                                                 |                                                                 |
| Rătești                                                         | Râmnicu Sărat                                                   | Roșioru                                                         | Rubla                                                           | Runcu                                                           |                                                                 |                                                                 |                                                                 |                                                                 |                                                                 |
| Rușețu                                                          |                                                                 |                                                                 |                                                                 |                                                                 |                                                                 |                                                                 |                                                                 |                                                                 |                                                                 |
| S ↑ A B C D E F G H I Î J K L M N O P Q R S Ș T Ț U V W X Y Z ↓ |                                                                 |                                                                 |                                                                 |                                                                 |                                                                 |                                                                 |                                                                 |                                                                 |                                                                 |
| Săhăteni                                                        | Sălcioara                                                       | Săpoca                                                          | Sărata-Monteoru                                                 | Săsenii Noi                                                     |                                                                 |                                                                 |                                                                 |                                                                 |                                                                 |
| Săsenii Vechi                                                   | Sătuc                                                           | Scăeni                                                          | Scărlătești                                                     | Scorțoasa                                                       |                                                                 |                                                                 |                                                                 |                                                                 |                                                                 |
| Sibiciu de Jos                                                  | Sibiciu de Sus                                                  | Smârdan                                                         | Smeeni                                                          | Stăvărăști                                                      |                                                                 |                                                                 |                                                                 |                                                                 |                                                                 |
| Stâlpu                                                          | Sudiți                                                          |                                                                 |                                                                 |                                                                 |                                                                 |                                                                 |                                                                 |                                                                 |                                                                 |
| Ș ↑ A B C D E F G H I Î J K L M N O P Q R S Ș T Ț U V W X Y Z ↓ |                                                                 |                                                                 |                                                                 |                                                                 |                                                                 |                                                                 |                                                                 |                                                                 |                                                                 |
| Șarânga                                                         | Știubei                                                         | Șuchea                                                          |                                                                 |                                                                 |                                                                 |                                                                 |                                                                 |                                                                 |                                                                 |
| T ↑ A B C D E F G H I Î J K L M N O P Q R S Ș T Ț U V W X Y Z ↓ |                                                                 |                                                                 |                                                                 |                                                                 |                                                                 |                                                                 |                                                                 |                                                                 |                                                                 |
| Târcov                                                          |                                                                 |                                                                 |                                                                 |                                                                 |                                                                 |                                                                 |                                                                 |                                                                 |                                                                 |
| Ț ↑ A B C D E F G H I Î J K L M N O P Q R S Ș T Ț U V W X Y Z ↓ |                                                                 |                                                                 |                                                                 |                                                                 |                                                                 |                                                                 |                                                                 |                                                                 |                                                                 |
| Țintești                                                        |                                                                 |                                                                 |                                                                 |                                                                 |                                                                 |                                                                 |                                                                 |                                                                 |                                                                 |
| U ↑ A B C D E F G H I Î J K L M N O P Q R S Ș T Ț U V W X Y Z ↓ |                                                                 |                                                                 |                                                                 |                                                                 |                                                                 |                                                                 |                                                                 |                                                                 |                                                                 |
| Udați-Lucieni                                                   | Ulmeni                                                          | Unguriu                                                         | Ursoaia                                                         |                                                                 |                                                                 |                                                                 |                                                                 |                                                                 |                                                                 |
| V ↑ A B C D E F G H I Î J K L M N O P Q R S Ș T Ț U V W X Y Z ↓ |                                                                 |                                                                 |                                                                 |                                                                 |                                                                 |                                                                 |                                                                 |                                                                 |                                                                 |
| Vadu Sorești                                                    | Valea Lupului                                                   | Valea Nucului                                                   | Valea Puțului Merei                                             | Valea Râmnicului                                                |                                                                 |                                                                 |                                                                 |                                                                 |                                                                 |
| Valea Viei                                                      | Văcăreasca                                                      | Vâlcele                                                         | Vintileanca                                                     | Vispești                                                        |                                                                 |                                                                 |                                                                 |                                                                 |                                                                 |
| Vizireni                                                        |                                                                 |                                                                 |                                                                 |                                                                 |                                                                 |                                                                 |                                                                 |                                                                 |                                                                 |
| Z ↑ A B C D E F G H I Î J K L M N O P Q R S Ș T Ț U V W X Y Z ↓ |                                                                 |                                                                 |                                                                 |                                                                 |                                                                 |                                                                 |                                                                 |                                                                 |                                                                 |
| Zărnești                                                        | Ziduri                                                          | Zoița                                                           | Zorești                                                         |                                                                 |                                                                 |                                                                 |                                                                 |                                                                 |                                                                 |